# Chödrag Yeshe
Chödrag Yeshe, voluit Chökyi Dragpa Yeshe Pal Sangpo (1453-1524), was een Tibetaans tulku. Hij was de vierde shamarpa, een van de invloedrijkste geestelijk leiders van de karma kagyütraditie in het Tibetaans boeddhisme en van de kagyütraditie in het algemeen.